# Folkmordet i Kalifornien

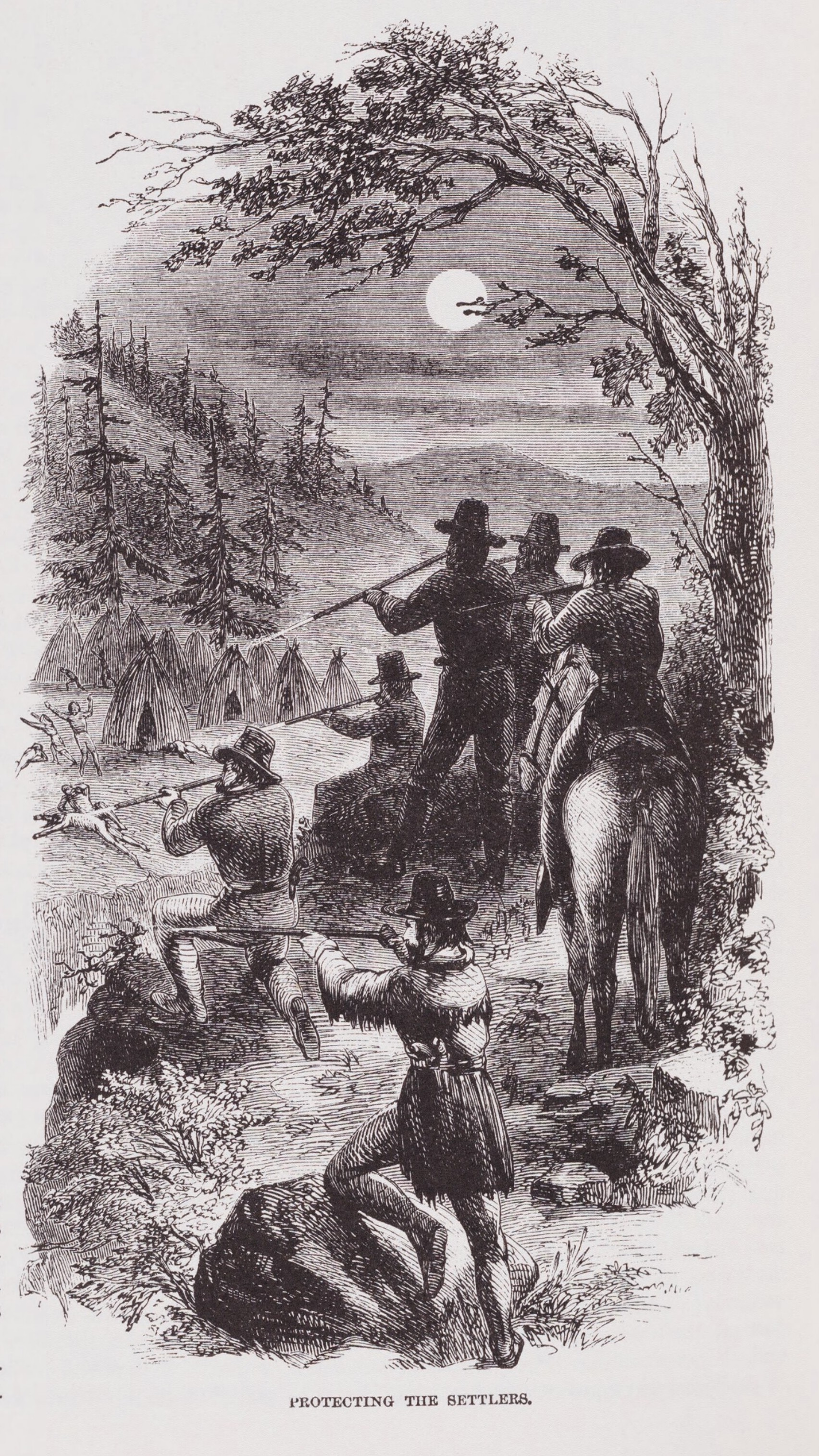
"Protecting The Settlers", illustration av J. R. Browne i The Indians Of California, 1864.

Folkmordet i Kalifornien var en serie systematiserade massmord på tiotusentals människor ur ursprungsbefolkningar i Kalifornien. Massmorden utförda av amerikanska regeringens agenter och privata medborgare under 1800-talet. Det följde på den amerikanska erövringen av Kalifornien från Mexiko och tillströmningen av bosättare på grund av guldrushen, vilket påskyndade minskningen av ursprungsbefolkningen i Kalifornien. Mellan 1846 och 1873 uppskattas det att mellan 9 492 och 16 094 ursprungsinvånare i Kalifornien dödades av icke-ursprungsbefolkning. Dessutom svalt eller arbetades mellan flera hundra och flera tusen ursprungsinvånare i Kalifornien till döds. Handlingar som slaveri, kidnappning, våldtäkt, separation av barn (för att utplåna band mellan generationer, för att utrota och assimilera) och tvångsförflyttningar var utbredda. Dessa handlingar uppmuntrades, tolererades och utfördes av statliga myndigheter och privata miliser.
I 1925 års bok "Handbook of the Indians of California" uppskattas att ursprungsbefolkningen i Kalifornien minskade från kanske så många som 150 000 år 1848 till 30 000 år 1870 och föll ytterligare till 16 000 år 1900. Nedgången orsakades av sjukdomar, låga födelsetal, svält, dödande och massakrer. Ursprungsbefolkningen i Kalifornien, särskilt under guldrushen, var måltavlor för dödande. Mellan 10 000 och 27 000 togs också som tvångsarbetskraft av bosättare. Staten Kalifornien använde sina institutioner för att gynna vita bosättares rättigheter över ursprungsbefolkningens rättigheter, vilket berövade ursprungsbefolkningen deras mark och resurser.
Sedan 2000-talet har flera amerikanska akademiker och aktivistorganisationer, både ursprungsamerikanska och europeisk-amerikanska, beskrivit perioden omedelbart efter USA:s erövring av Kalifornien som en där statliga och federala regeringar bedrev folkmord mot ursprungsbefolkningen i området. År 2019 uttalade Kaliforniens guvernör Gavin Newsom: "Det kallas folkmord. Det var vad det var, ett folkmord. Det finns inget annat sätt att beskriva det. Och det är så det måste beskrivas i historieböckerna" och bad om ursäkt för "det våld, den diskriminering och den exploatering som sanktionerades av delstatsregeringen genom dess historia". I en verkställande order från 2019 tillkännagav Newsom bildandet av Truth and Healing Council för att bättre förstå ämnet och informera framtida generationer.